# Pontos de audiência bruta
Pontos de audiência bruta, (em inglês Gross Rating Points - GRP) é termo criado para designar o somatório das audiências de uma campanha publicitária.
Ou seja, é uma unidade de medida para observar o impacto dos veículos publicitários, ajudando assim empresas e profissionais de propaganda e marketing mensurarem o efeito de uma campanha publicitária.
O GRP são medidos conforme o número absoluto de pessoas impactadas por uma mensagem, ou seja: no caso da televisão, ocorre com a soma das audiências dos horários onde foram retransmitidos os Vts de uma determinada campanha.
Por exemplo: se, para um determinado target, a audiência de um spot colocado junto ao Big Brother for de 15.8%, e a de um segundo spot colocado junto à novela for de 9.3%, com estes dois spots obtêm-se 25.1 GRP, isto é, 15.8 + 9.3. Para uma campanha inteira bastaria adicionar as audiências de todos os spots.
Tratá-se de uma forma interessante de medir eficiência de campanha pois se tem um número absoluto "quase verdadeiro" de quanto se atingiu de público, ou seja, o quanto sua marca foi impactada pelos consumidores.